# Srdan Turk
Srdan Turk, slovenski gradbeni inženir, projektant za lesene in betonske konstrukcije, * 26. april 1920, Ljubljana, † 31. julij 1998, Ljubljana.

## Življenje in delo
Turk je osnovno šolo (1926–1930) in realno gimnazijo (1930–1938) obiskoval v Ljubljani in tu na oddelku za gradbeništvo Tehniške fakultete študiral gradbeništvo (1938-1944), vmes bil 1942–1943 interniran v taborišču Gonars in Trevisu in leta 1944 diplomiral v Ljubljani ter 1954 prav tam tudi doktoriral. Po diplomi je sprva služboval pri Mestnem vodovodu v Ljubljani, od 1946 na gradbenen oddelku Tehniške fakultete v Ljubljani oziroma poznejši FAGG, od 1964-1987 kot redni profesor. 
Turk se je pri raziskavah ukvarjal z deformabilnostjo lesenih sestavljenih nosilcev, projektiranjem in prognoziranjem marke betona in kosistence betona, računom reoloških pojavov pri betonskih konstrukcijah, z raziskavami stekloplastikov v prednapetih betonskih konstrukcijah in izračunom ploskovnih konstrukcij po izvirni splošni singularitetni metodi. Objavil je 8 samostojnih publikacij, zlasti učbenikov, več kot 60 razprav, 20 statičnih raziskav za stavbe in mostove ter izdelala preko 200 strokovnih poročil ter sodeloval  pri izdelavi Splošnega tehniškega slovarja I-II (1962, 1964). Priznane pa ima tudi 3 patente.